# Brassia caudata
Brassia caudata är en orkidéart som först beskrevs av Carl von Linné, och fick sitt nu gällande namn av John Lindley. Brassia caudata ingår i släktet Brassia och familjen orkidéer. Inga underarter finns listade i Catalogue of Life.

## Bildgalleri

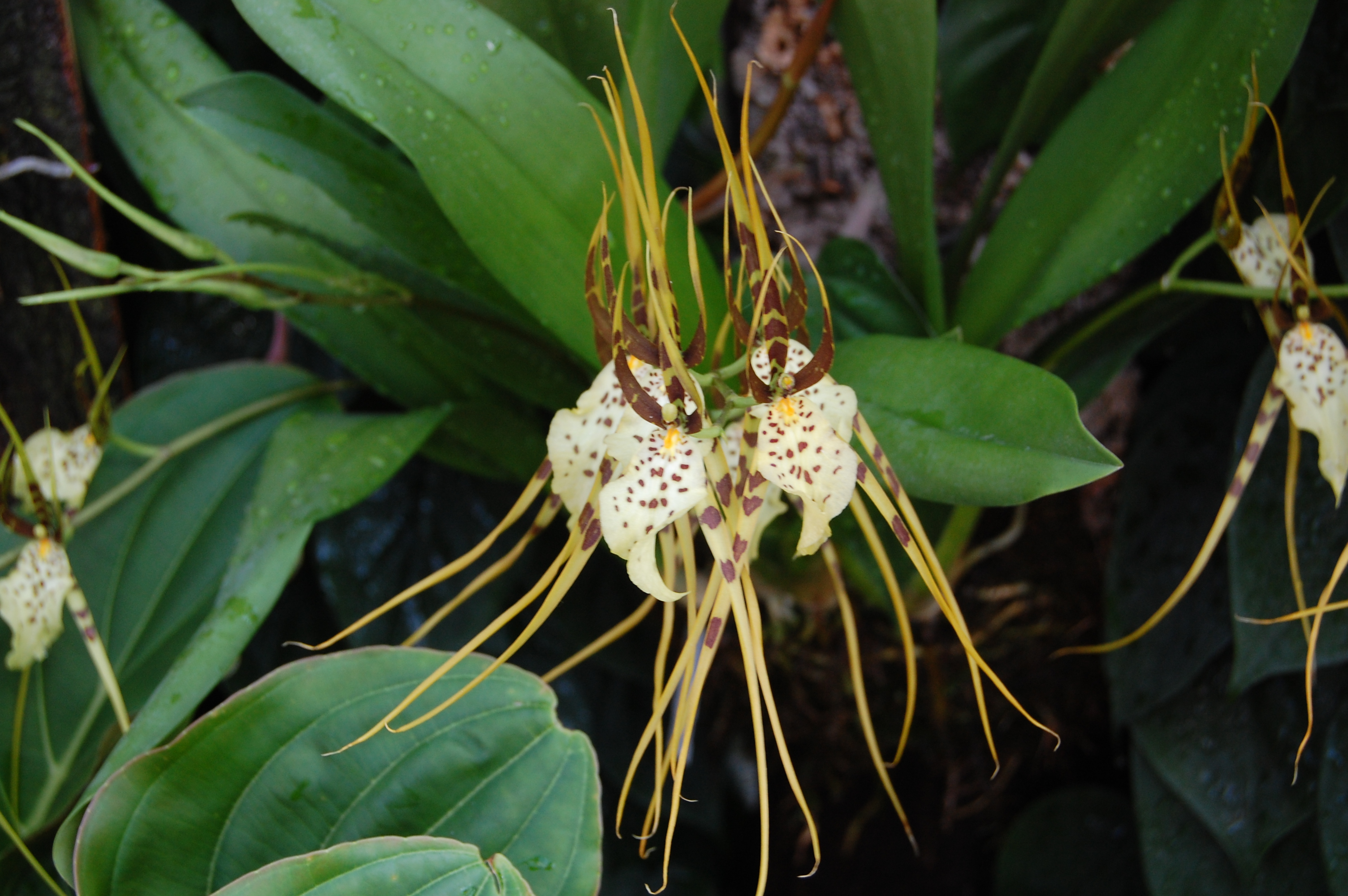
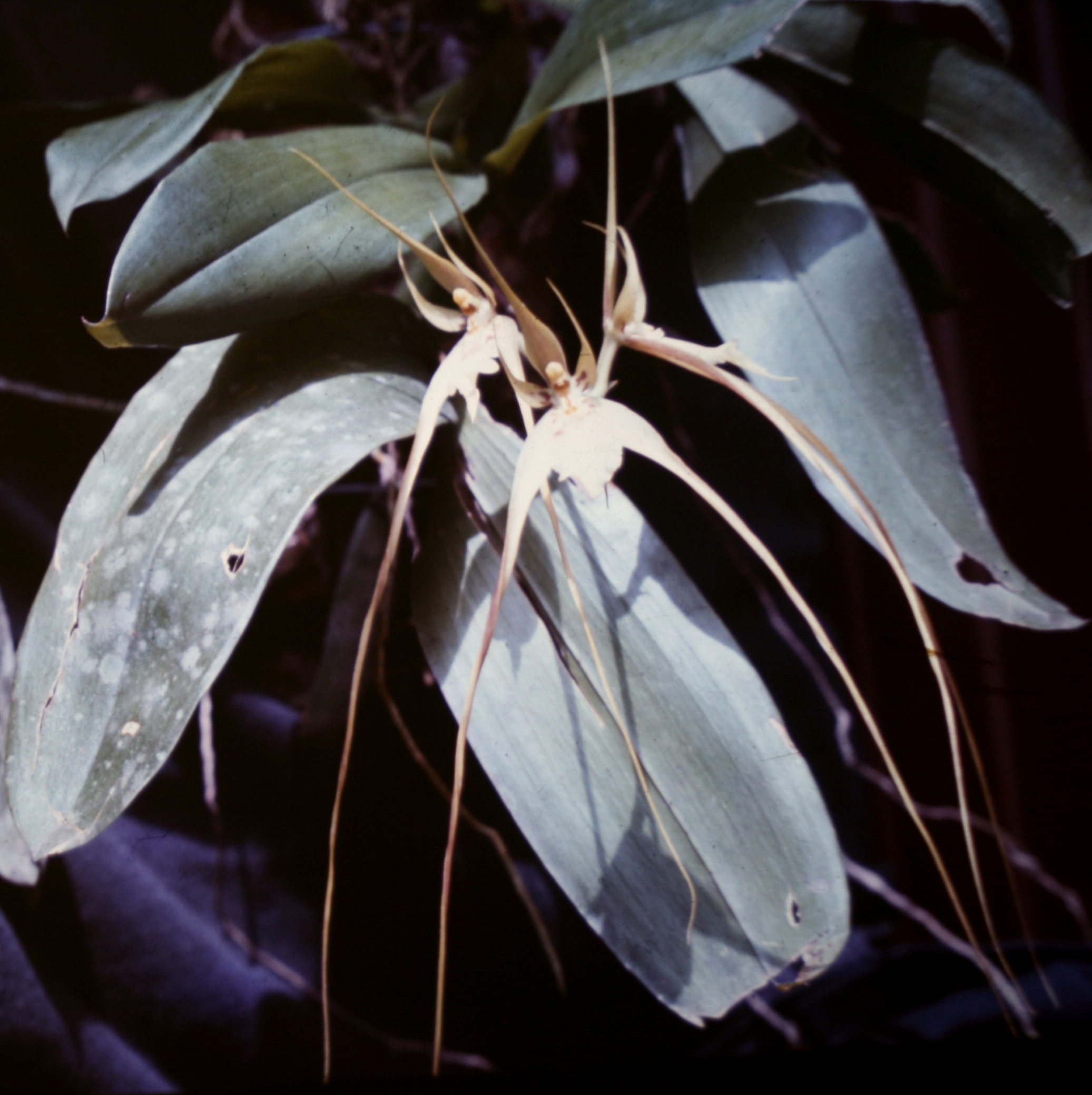
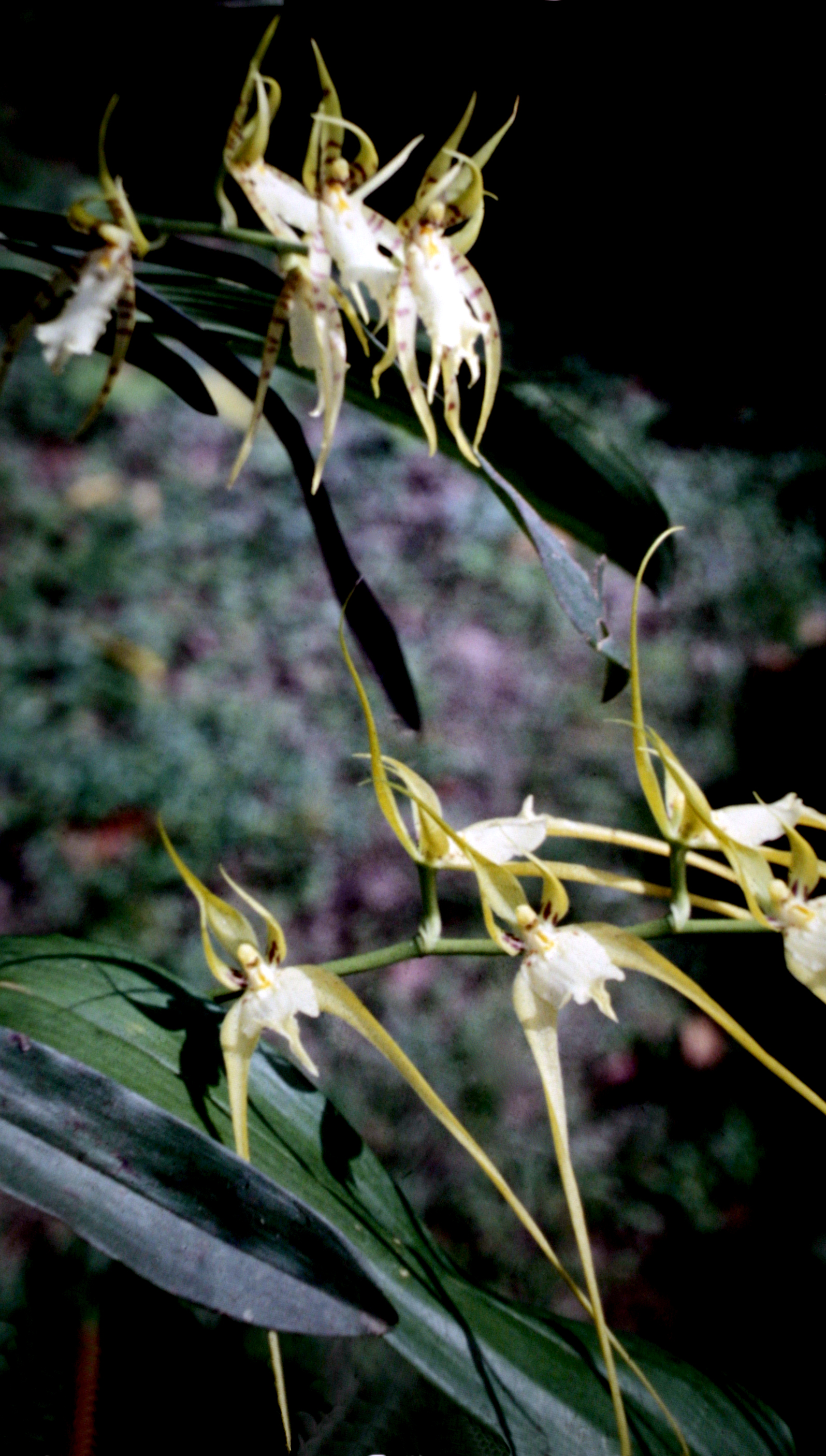
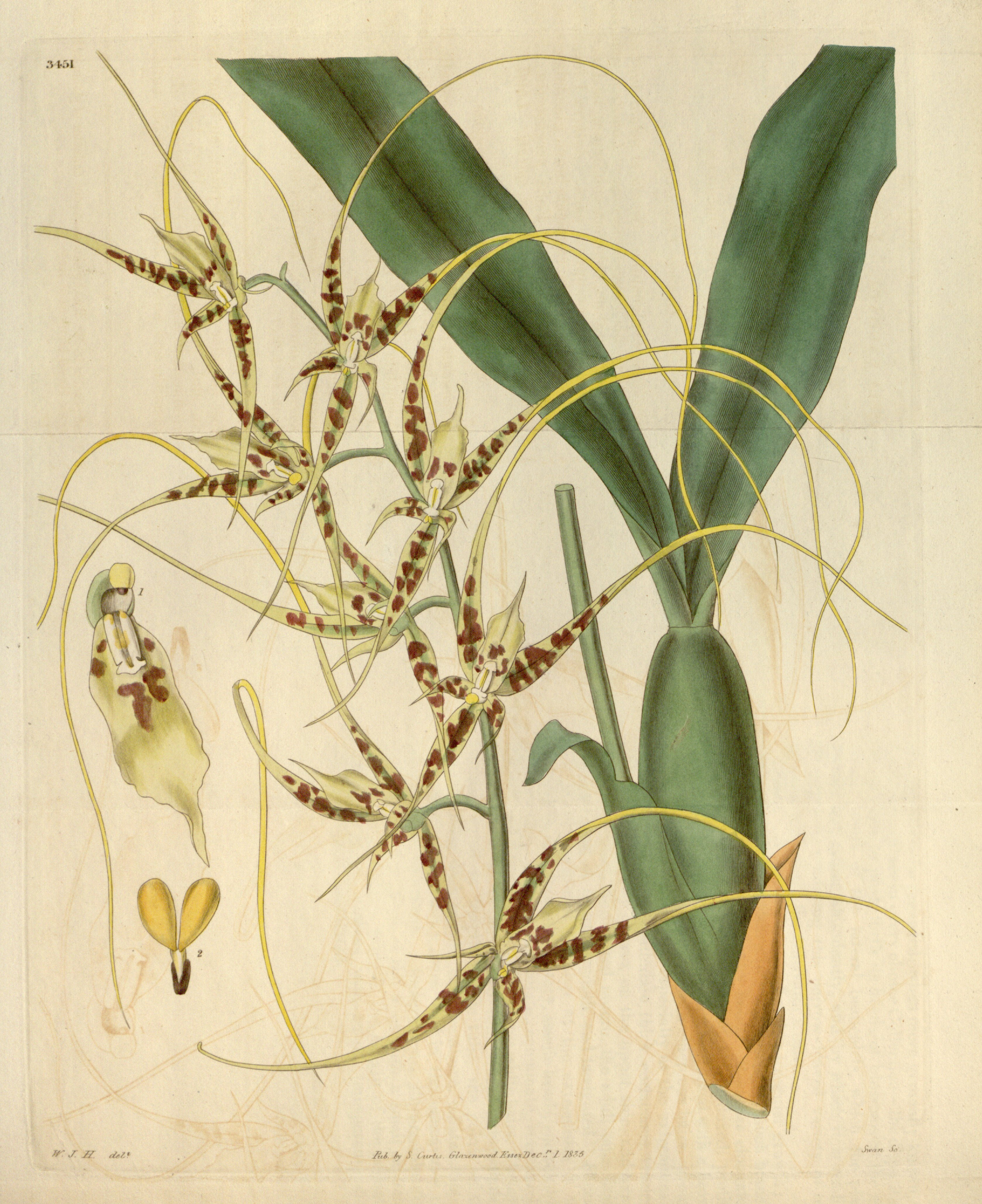
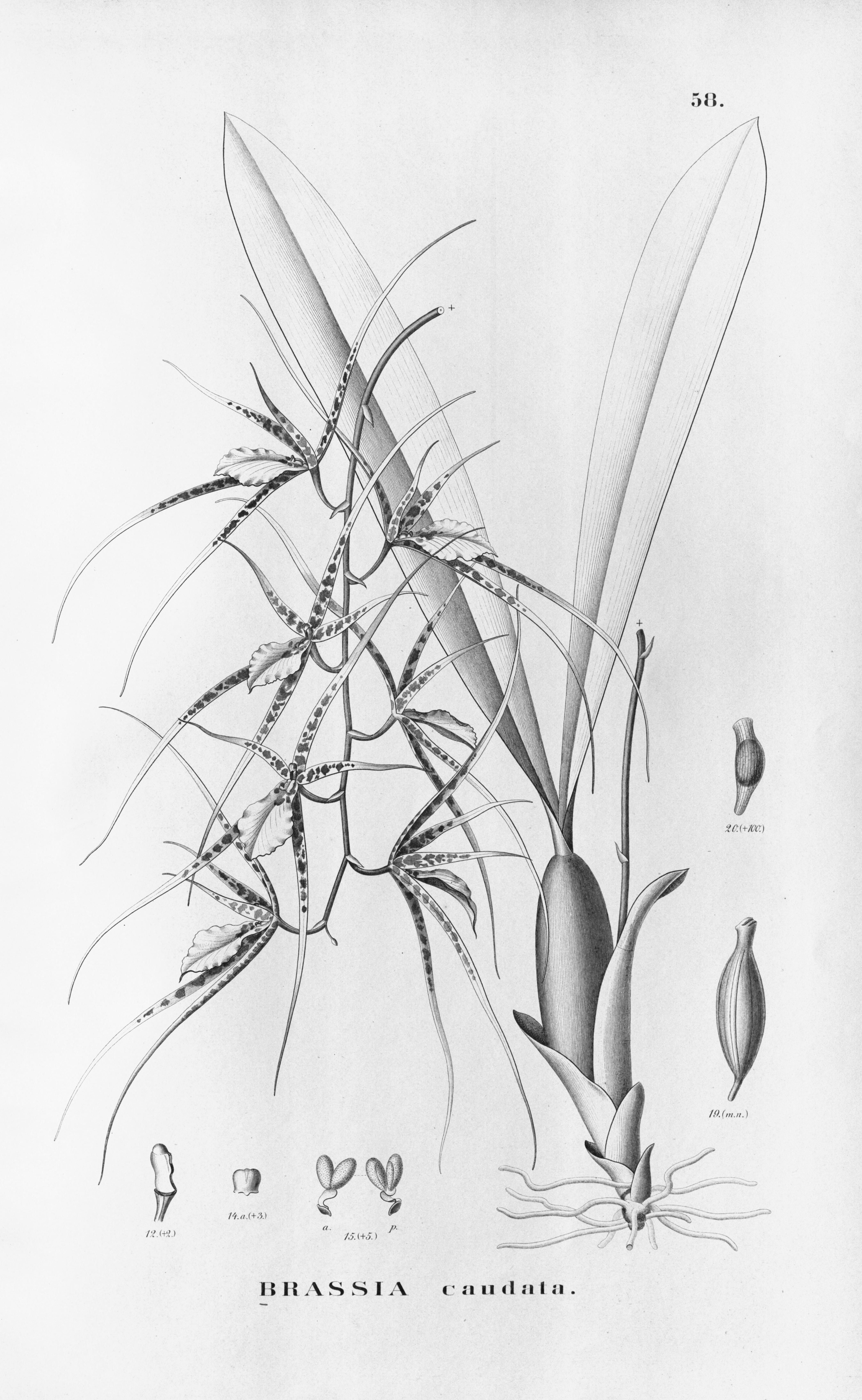